# Buco del piombo

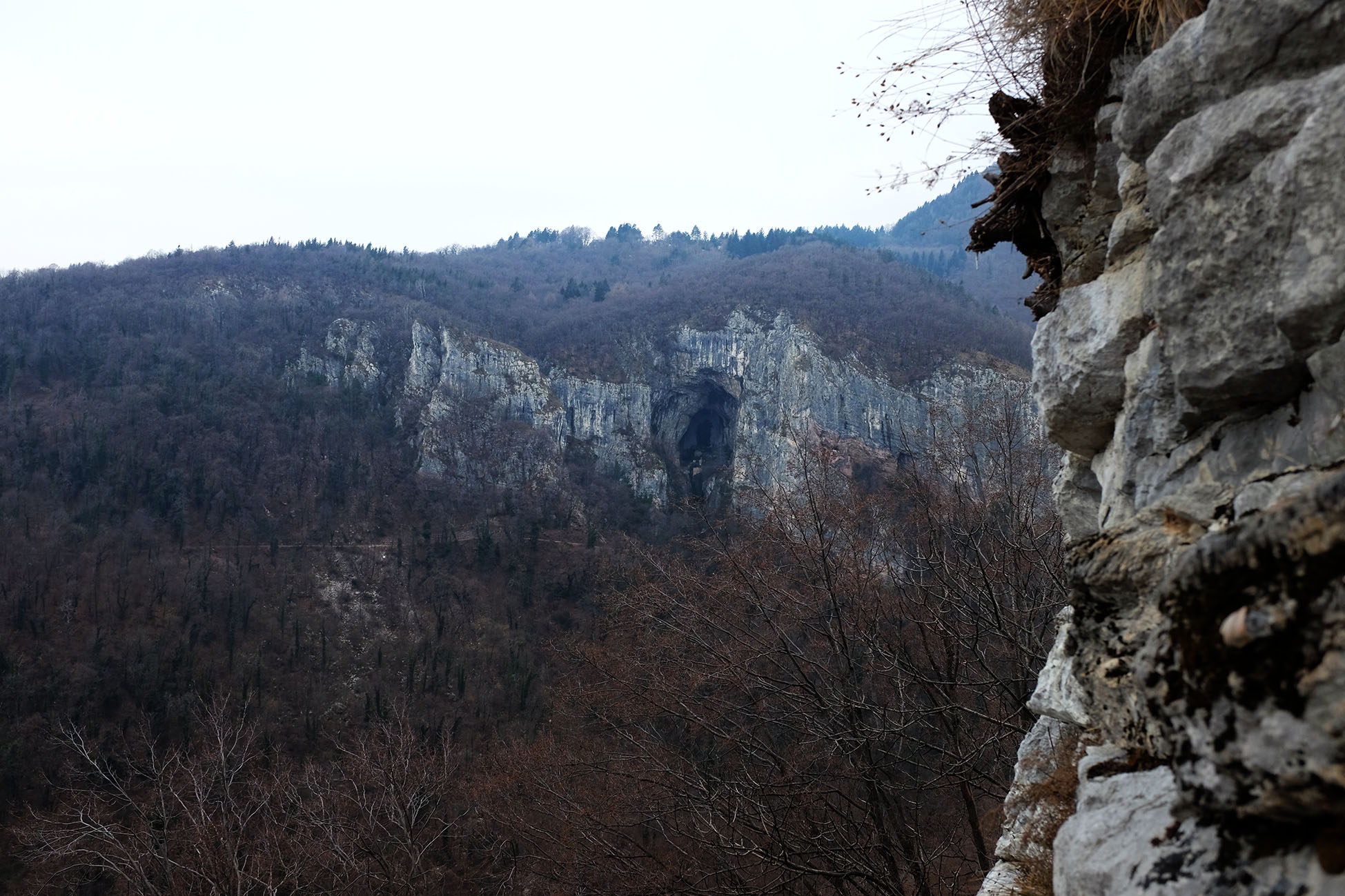
Il Buco del Piombo nella Valle Bova

Il Buco del piombo è un'imponente grotta naturale situata nel comune di Erba, nelle Prealpi comasche a una quota di 695 m sul livello del mare. 

## Geologia
La grotta fa parte di un complesso carsico formatosi nella roccia calcarea in epoca Mesozoica vicino all'Alpe del Viceré, collocata all'interno della Riserva naturale Valle Bova.
Si apre su una bianca parete verticale con una imboccatura di dimensioni ciclopiche: 45 metri di altezza e 38 di larghezza. La galleria visitabile è lunga 300 metri; il resto della grotta, accessibile agli speleologi, è lungo qualche km, costituendo un sistema carsico composto dalle grotte Buco del Piombo, Grotta Lino e Grotta Stretta, esteso per circa 6.500 metri. All'interno sono presenti alcuni fenomeni concrezionati di stalattiti e stalagmiti.

## Storia
La presenza umana è documentata fin dal periodo paleolitico dal ritrovamento di vari reperti litici, e il luogo fu frequentato anche dall'uomo di Neanderthal che, almeno a partire da 60.000 anni dal presente, lo utilizzava come cava di selce.
L'orso delle caverne (Ursus spelaeus) fu un altro abitatore di questa caverna nell'ultimo periodo glaciale (fino a 15.000 anni fa circa); di questo animale sono stati rinvenuti numerosi resti ossei all'interno della grotta.
Durante il periodo tardo-romano avrebbe fatto parte di un sistema fortificato di torri di segnalazione di cui facevano parte anche le fortificazioni di Lecco, di Castelmarte, del Baradello, del Colle di San Maffeo e di Castelseprio.
Le strutture murarie presenti all'interno del grande androne di accesso alla grotta sono state datate alla metà del VI secolo d.C., in base ai risultati delle analisi al radio-carbonio di alcuni frammenti lignei ritrovati all'interno di uno dei tanti fori pontai presenti nella roccia e documentano una continua presenza umana in epoca tardo romana e medioevale, fino al XVI secolo. Il luogo fu infatti usato come fortino difensivo nei periodi di guerra. 
Dopo essere stato utilizzato e potenziato ai tempi di Federico Barbarossa, il fortino del Buco del piombo fu impiegato per finalità strategico-militari anche dal Medeghino, committente di una ristrutturazione.

## Visite
La grotta è aperta al pubblico a pagamento; nell'androne all'imboccatura della grotta era situato un museo speleologico.
In epoca più moderna la grotta è divenuta oggetto di visita da parte di studiosi e turisti. Tra questi ultimi è da ricordare la regina Margherita di Savoia.
L'accesso, che sorge su proprietà privata, è rimasto poi chiuso per molti anni fino al 1998 quando un accordo con il comune di Erba ne ha consentito la riapertura, revocato però nel 2011. Dopo la conclusione di lavori di messa in sicurezza e di rinnovamento delle strutture è stato riaperto al pubblico nel maggio 2024.

## Flora e fauna

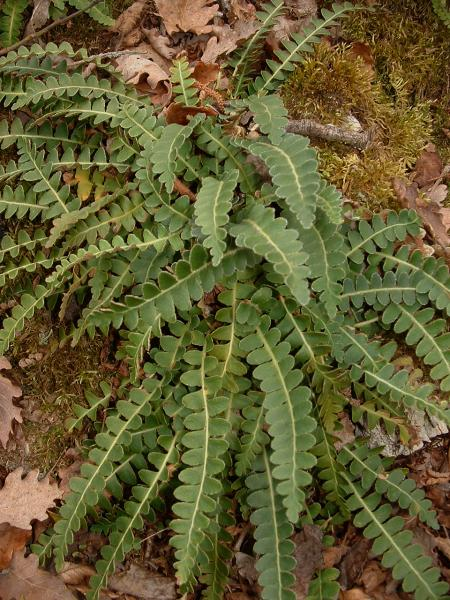
Esemplare di Ceterach officinarum

Nell'ambiente buio, umido e freddo vivono diverse specie di insetti, crostacei, platelminti e pipistrelli. In passato, durante l'era glaciale, la caverna era frequentata dall'orso delle caverne, di cui sono stati rinvenuti molti resti ossei, tra cui alcuni scheletri completi.
A causa della progressiva oscurità, la vegetazione si riduce proseguendo verso l'interno della grotta. Nell'androne di ingresso è presente il tasso e la spaccapietre Ceterach officinarum. La prima decina di metri della grotta, ancora raggiunta dalla luce solare, ospita vari tipi di felci, queste infatti sono piante che prediligono i luoghi umidi come le grotte.

## Rappresentazioni artistiche
Il buco del piombo è stato rappresentato in diversi dipinti e incisioni, più famosa delle quali nel libro "Viaggio pittorico nei monti di Brianza" dei coniugi Lose.

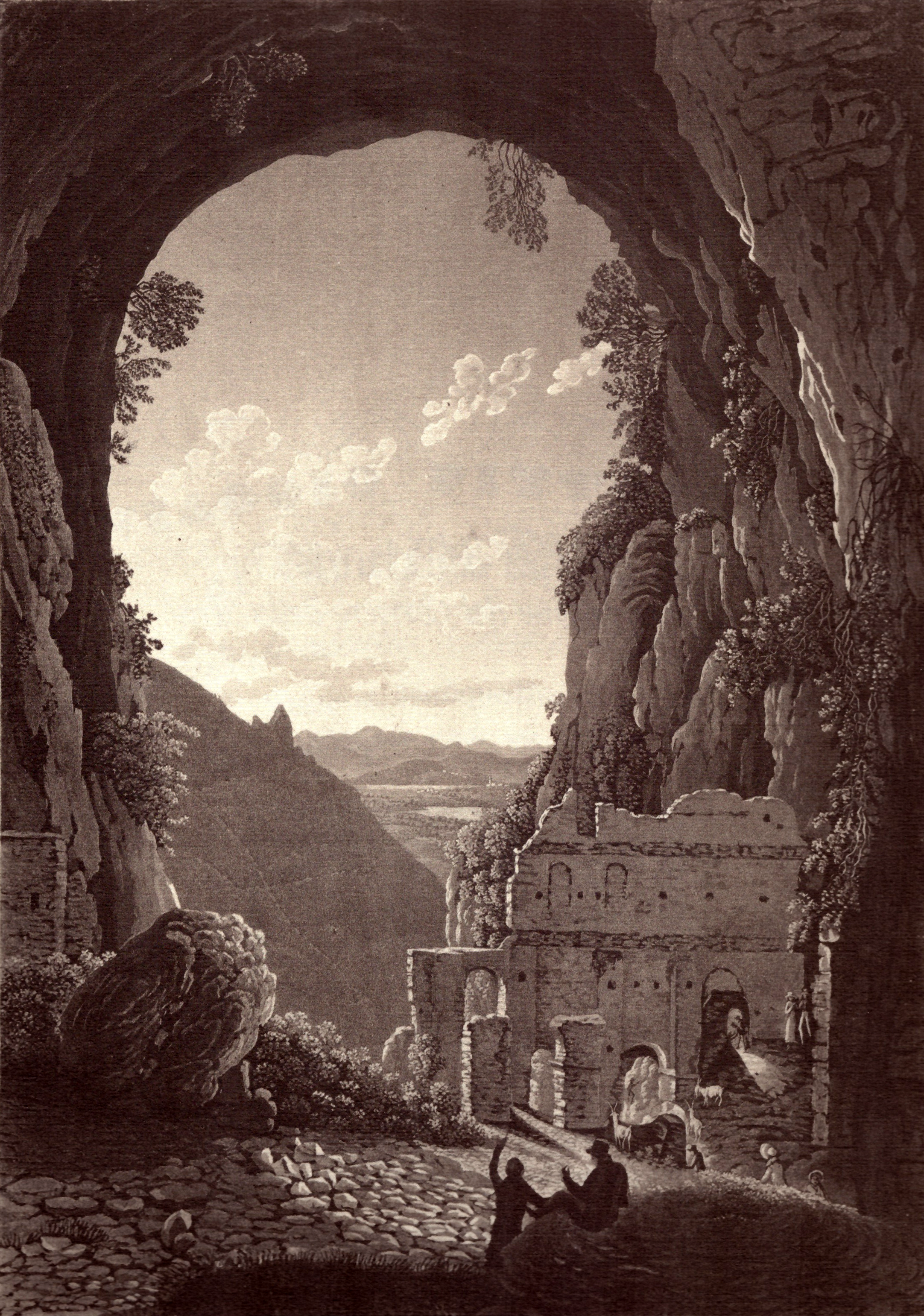
Opera realizzata dagli sposi Federico e Caterina Lose (o Lozé) per il libro "Viaggio pittorico nei monti di Brianza", pubblicato a Milano nel 1823
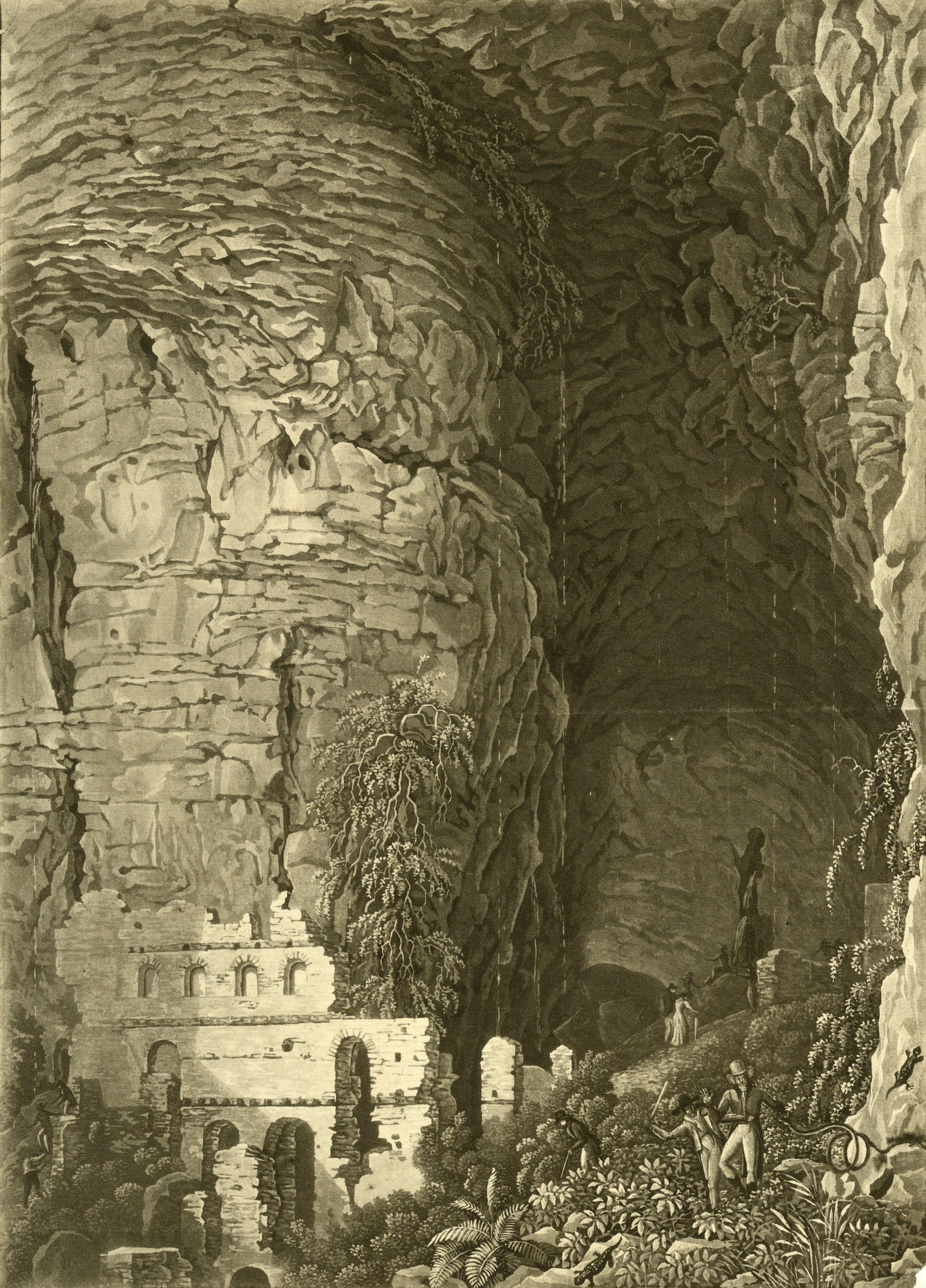
Incisione realizzata dagli sposi Federico e Caterina Lose (o Lozé), 1823
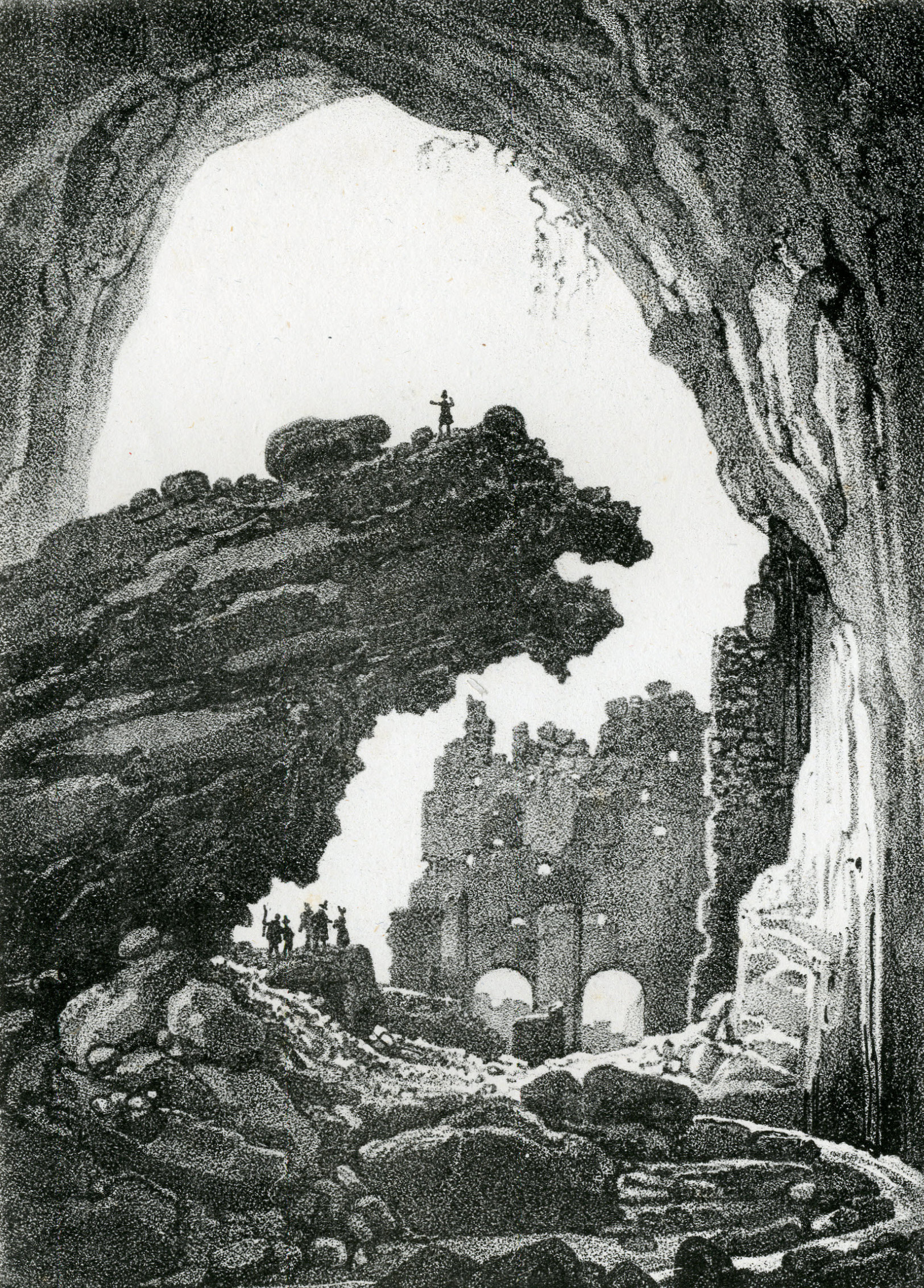
Disegno di Giuseppe Elena e inciso da Pietro Bertolotti per il libro "Lombardia pittoresca o Disegni di ciò che la Lombardia chiude di più interessante per le arti, la storia, la natura levati dal vero da Giuseppe Elena"